# Државни великодостојници (Француска)
Државни великодостојници (фр. Grands offices de la couronne de France; Grands dignitaires de l'Empire français) били су грађанска или војна лица која су вршила високе државне или почасне дужности у Краљевини Француској односно Првом француском царству.

## Стари режим
Државни великодостојници кроз историју Краљевине Француске били су:
- конетабл Француске;
- канцелар Француске;
- велики мајстор Француске;
- велики коморник Француске;
- адмирал Француске;
- маршал Француске;
- велики командант коњице Француске;
- велики мајстор артиљерије Француске;
- велики надзорник путева Француске (фр. grand voyer de France).

Током 17. и 18. вијека у државне великодостојнике убројани су и државни секретари (иностраних послова, војске, морнарице, двора, протестантских послова). Поред горенаведених, постојали су и разни други достојанственици (нпр. чувар печата Француске). Сви великодостојници именовали су се на доживотно, изузев канцелара Француске.

## Француско царство
Великодостојници Француског царства били су:
- велики изборник (фр. De grand-électeur);
- надканцелар[а] царства (фр. D'archichancelier de l'Empire);
- надканцелар државе (фр. D'archichancelier d'Etat);
- надблагајник[б];
- конетабл (фр. De connétable);
- велики адмирал (фр. De grand-amiral).

Након проглашења Првог француског царства (1804) уставно је створена и категорија горенаведених државних великодостојника. Они су уживали исту част као и припадници царске династије и по рангу стајали су одмах иза њих. Постављао их је цар на доживотно. По функцији су били сенатори и државни савјетници, као и предсједавајући важнијих департманских изборних колеџа. Њихова улога била је већином почасна, будући да су функционалну власт вршили министри.
Поред великодостојника, постојала је и категорија великих официра (фр. grands officiers de l'Empire) — маршали, генерал-инспектори и генерал-пуковници и велики грађански официри. То су била почасна звања додјељивања истакнутим војсковођама и дворским чиновницима. Постављао их је цар на доживотно. По функцији су били предсједавајући департманских изборних колеџа.